# Mixed Kebab
Mixed Kebab és una pel·lícula dramàtica belga estrenada el 2012. La pel·lícula va ser escrita i dirigida per Guy Lee Thys. És protagonitzat per Cem Akkanat i Simon Van Buyten.

## Sinopsi
L'Ibrahim és un musulmà de 27 anys nascut a Bèlgica. Viu en una zona residencial multicultural amb els seus pares. Està integrat a la societat occidental. Per això prefereix que l'anomenin Bram, nom masculí belga d'ús freqüent. Encara que el seu pare va néixer als Països Baixos i la seva mare a Bèlgica, la família encara s'adhereix a moltes tradicions turques.
Furkan, el germà d'en Bram, sovint se salta les classes. Quan s'enfronta amb el seu germà, Furkan el fa xantatge perquè sap que Bram visita sovint la vida nocturna gai. Si en Bram no informa els seus pares sobre la campana, Furkan també callarà. També hi ha rumors sobre l'orientació sexual de Bram al pub turc. El pare d'en Bram refuta les xafarderies, ja que el seu fill va a visitar Turquia per conèixer la seva neboda, Elif. Tots dos pares han planejat un matrimoni concertat.
Mentrestant, en Bram va conèixer en Kevin, un noi belga de 19 anys que ajuda la seva mare en un bistrot. La mare de Kevin està gairebé segura que el seu fill és gai. També està convençuda que en Bram se sent atret per Kevin. Bram visita el bistro amb força freqüència i no pot apartar els ulls de Kevin. Per això els anima a passar la vetllada junts, però només es fan bons amics.
Quan en Bram està a punt de marxar cap a Turquia, també compra un bitllet perquè Kevin s'uneixi a ell. A Turquia, en Kevin ja no amaga els seus sentiments i els dos inicien una història d'amor secreta. Això, però, ho nota un dels empleats de l'hotel. El dependent també està enamoray d'Elif, però és rebutjay perquè Elif sap que es traslladarà a Bèlgica. El recepcionista de l'hotel està gelós i fa fotos quan en Bram i en Kevin estan fent l'amor.
Bram coneix l'Elif i prepara tota la documentació per aconseguir-li un visat belga. El recepcionista de l'hotel dona les fotos a l'Elif. Encara que està sorpresa, decideix anar a Bèlgica ja que només espera una vida millor.
Després d'una setmana, en Bram i en Kevin volen de tornada a Bèlgica. Bram creu que Elif s'hauria de quedar a Turquia, ja que les dones hi estan més emancipades que les turques a Bèlgica. Mentrestant, Furkan s'ha convertit en membre d'un grup religiós fonamentalista islàmic. Volen introduir la Xaria a Bèlgica i volen que els botiguers només venguin halal. A més, fan tantes fotos com sigui possible de tot tipus d'intervencions policials per intentar convèncer la població musulmana que la policia està en contra d'ells. El pare de Furkan està molest, ja que alguns membres del grup tenen connexions amb els talibans i Osama Bin Laden.
El empleat de l'hotel rebutjat envia les fotos a Bèlgica. Bram admet que és gai i està enamorat de Kevin. No està disposat a casar-se amb l'Elif perquè tots dos seran infeliços. Aleshores, Bram és rebutjat per la seva família. Però la veu s'està estenent i aviat tota la família està sent defugida per la comunitat musulmana.
Furkan vol que l'honor de la seva família sigui restaurat i somia amb un assassinat d'honor en el qual mata en Kevin tallant-li la gola. La seva acció està aprovada pel grup fonamentalista. Just abans d'entrar al bistrot, Furkan és apunyalat per una banda de joves perquè una vegada va colpejar un dels seus membres. Tanmateix, en Bram intervé ràpidament i salva la vida d'en Furkan. En Bram es reuneix amb la seva família a l'hospital i en Kevin marxa il·lès. El destí de la seva relació segueix sent incert al final.

## Repartiment
| Actor               | Personatge             |
| ------------------- | ---------------------- |
| Cem Akkanat         | Ibrahim / Bram         |
| Simon Van Buyten    | Kevin                  |
| Gamze Tazim         | Elif                   |
| Karlijn Sileghem    | Marina                 |
| Tania Cnaepkens     | Fatma (Moeder Ibrahim) |
| Lukas De Wolf       | Furkan                 |
| Ergun Simsek        | Mehmet                 |
| Hakan Gurkan        | Yusuf                  |
| Rudolph Segers      | Rudolf                 |
| Magali Uytterhaegen | Olga                   |
| Gökhan Girginol     | Radu                   |
| Mathias Vergels     | Jamal                  |
| Sinan Cihangir      | Deniz                  |
| Alev Doruk          | Canan                  |
| Yagizoglu Kemal     | recepcionista          |
| Brit Van Hoof       | metge                  |
| Daniel Vidovsky     | Inspector de policia   |

## Recepció
Fou la pel·lícula d'inauguració del 12è Festival Internacional de Cinema Gai i Lèsbic de Barcelona. També fou nominada al premi al millor debut al Festival de Cinema d'Oostende.